# Hajdú-Bihar
Hajdú-Bihar (en hongrois : Hajdú-Bihar vármegye) est un comitat de l'Est de la Hongrie entre la Tisza et la frontière roumaine, dont le siège est Debrecen. Il fait partie de la région de la Grande Plaine septentrionale.

## Nom et attributs

### Toponymie
Hajdú-Bihar est composé de l'union de deux toponymes, renvoyant à la fusion des districts hongrois des anciens comitats de Hajdú et Bihar.
Le toponyme Hajdú est hérité de l'arrondissement Hajdú attribué aux Haidouks, groupe de vachers dont une partie a été partie prenante de la jacquerie de György Dózsa et de l'insurrection d'Étienne II Bocskai. Les Haidouks font l'objet de nombreuses controverses quant à leurs origines. Pour certains historiens, le mot turc haiduk/hayduk était utilisé par les Ottomans pour désigner les soldats hongrois de l'infanterie. Selon une autre tradition historiographique, il s'agirait d'un mot issu du hongrois hajtó/hajdó, qui désignait l'activité de vacher. Ces deux versions ne sont pas forcément antagonistes, d'autant qu'il est très vraisemblable que c'est par le turc osmanli que le terme s'est diffusé dans l'ensemble des Balkans et jusqu'à l'Arménie.
Le toponyme Bihar viendrait du patronyme Bihor de l'un des premiers ispans du comitat.

### Héraldique
| Blason de Hajdú-Bihar | Blason  | Inconnu. |
| Blason de Hajdú-Bihar | Détails | Le blason actuel du Hajdú-Bihar rend compte de la fusion des anciens comitats de Hajdú et de Bihar en 1950. Le statut officiel du blason reste à déterminer. |
| Blason de Hajdú-Bihar | Alias   | Blasonnement inconnu Armes de Hajdú |
| Blason de Hajdú-Bihar | Alias   | Blasonnement inconnu Armes de Bihar |

## Géographie

### Climat
Le climat du comitat est caractérisé par un fort ensoleillement (entre 2000 et 2100 heures par an) et peu de précipitations. Les températures moyennes sont très contrastées entre l'hiver et l'été. Si la température moyenne est de 10,5 °C sur un an, celle-ci monte à 22 °C pour le mois de juillet. Les hivers sont ainsi particulièrement rudes, particulièrement en janvier. Du point de vue des précipitations, le comitat est l'un des plus secs de la Grande plaine hongroise et la partie méridionale du parc national de Hortobágy est la zone la moins arrosée de la Hongrie, avec une pluviométrie atteignant difficilement les 500 mm/an.

### Aires faunistiques, floristiques et paysagères

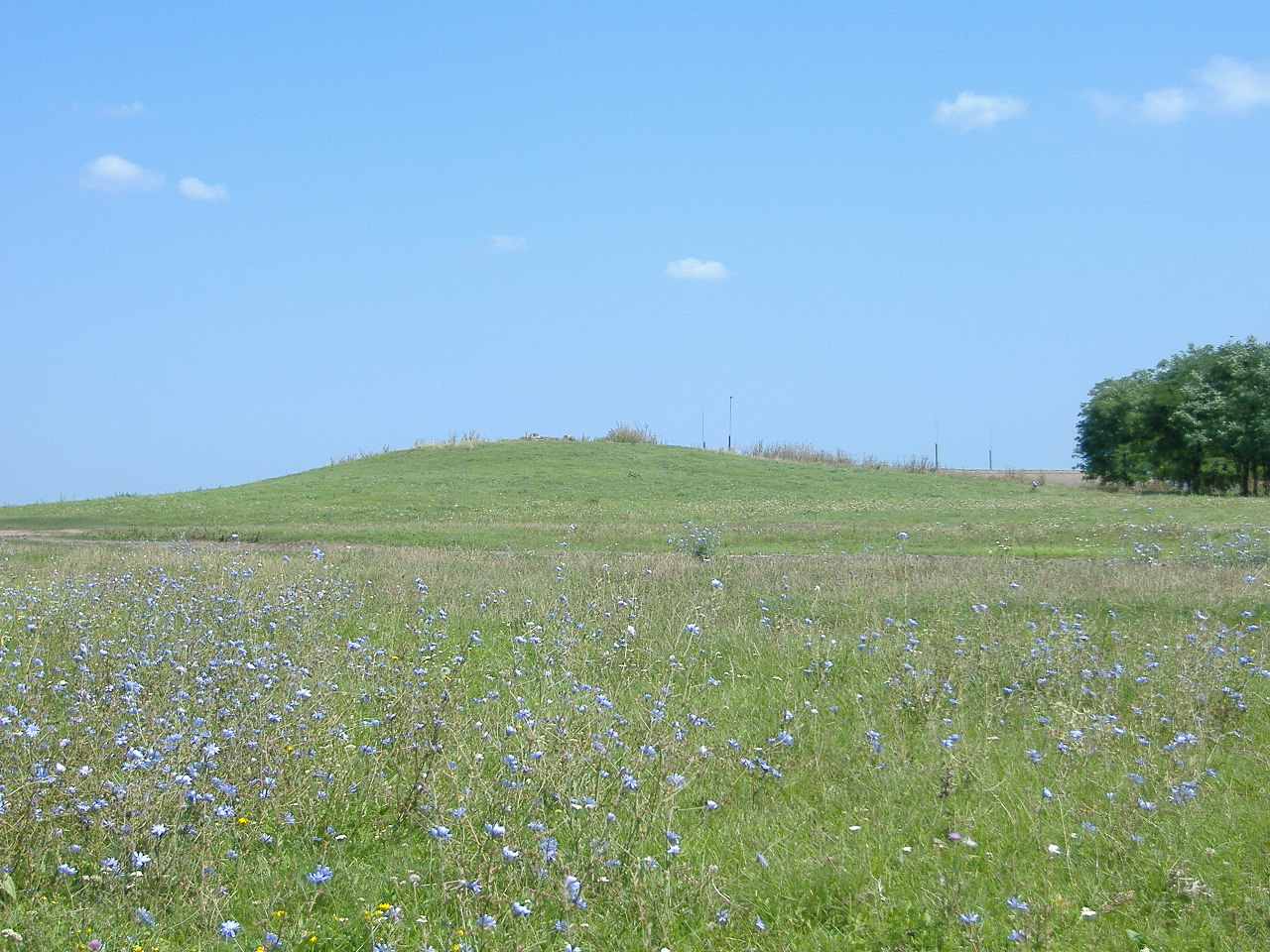
Kourgane (kurgán, kunhalom) dans le Parc national de Hortobágy.

La faune, la flore et les paysages du comitat ont été fortement anthropisés en raison du développement de l'activité agricole et des aménagements hydriques. Seule la partie entre le Hajdúhát et la Tisza a conservé l'aspect originel des prairies steppiques de la Puszta de Hortobágy. Le Parc national de Hortobágy a été créé en 1973 pour conserver ce patrimoine naturel de premier plan, qui a été labellisé en 1999 patrimoine mondial de l'UNESCO.

## Histoire
Le Hajdú-Bihar est un territoire hétérogène du point de vue de son histoire. Il est le fruit de l'union de l'ancien comitat de Hajdú, de la ville de Debrecen et des districts restés hongrois de l'ancien très vaste comitat de Bihar. Du fait de sa position géographique, sa trajectoire a été particulièrement marquée par différentes lignes de partage.

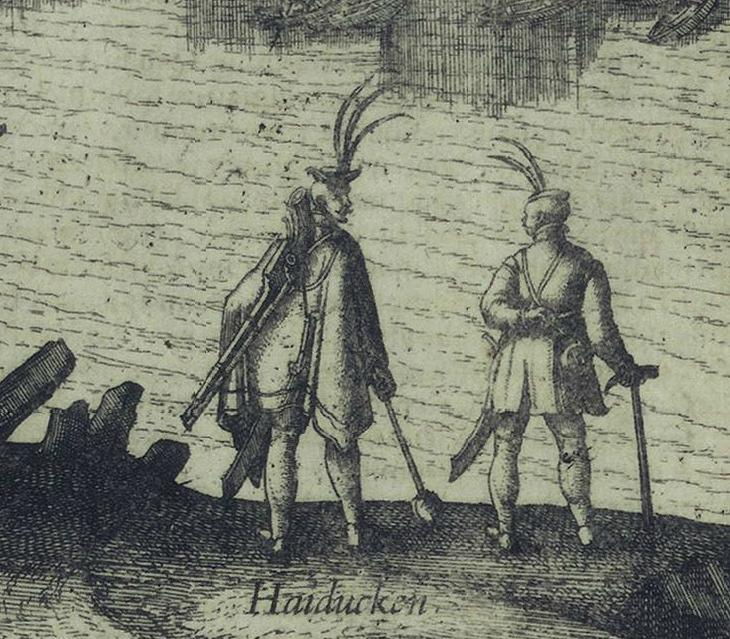
Les Haidouks de Bocskai.

Le comitat de Hajdú est l'héritier de l'arrondissement Hajdú et du réseau des villes hajdú. Au cours des XVe et XVIe siècles, les Haidouks formaient un groupe homogène d'éleveurs et marchands de vaches. À la fin du XVIe siècle, le groupe se scinde en deux : une partie se tourne vers le service aux seigneurs féodaux et participe à la défense des places fortes frontalières ; une autre partie - les Haidouks libres - décide de se tourner vers le vol et le pillage afin de conserver son mode de vie. Ces derniers participent en 1514 à la jacquerie menée par György Dózsa contre les magnats du royaume et les grands propriétaires terriens, puis prennent une grande part dans la lutte contre les Ottomans. Ils se distinguent au cours de la Longue Guerre qui oppose la Sublime Porte aux territoires chrétiens et sont alors remarqués par Étienne II Bocskai, qui cherche à les enrôler dans sa lutte d'indépendance contre l'empire d'Autriche. À la suite des traités de paix de Vienne et Zitava, conclus avec les Habsbourgs et les Ottomans, le désormais prince de Transylvanie leur octroie le privilège de fonder des villes et d'y porter les armes. Ces villes - Hajdúböszörmény, Hajdúdorog, Hajdúhadház, Hajdúnánás, Polgár, Hajdúszoboszló et Vámospércs -, sont alors dotées d'une autonomie politique et fiscale qui acte une forme de sécession avec le comitat de Szabolcs dont elles faisaient partie. À la fin du XVIIe siècle, cette autonomie territoriale est renforcée avec la création de l'arrondissement Hajdú, qui jouit d'un statut comparable aux territoires sicules et saxons de Transylvanie devant la Diète du royaume. En 1790, l'arrondissement obtient le droit d'envoyer des représentants devant celle-ci, participe à renforcer le régiment militaire de l'inszurrekció (ou nemesi felkelés) et se voit exonéré d'impôt. L'arrondissement disparaît en 1876 par son union avec les districts de Debrecen et donne naissance au comitat de Hajdú.

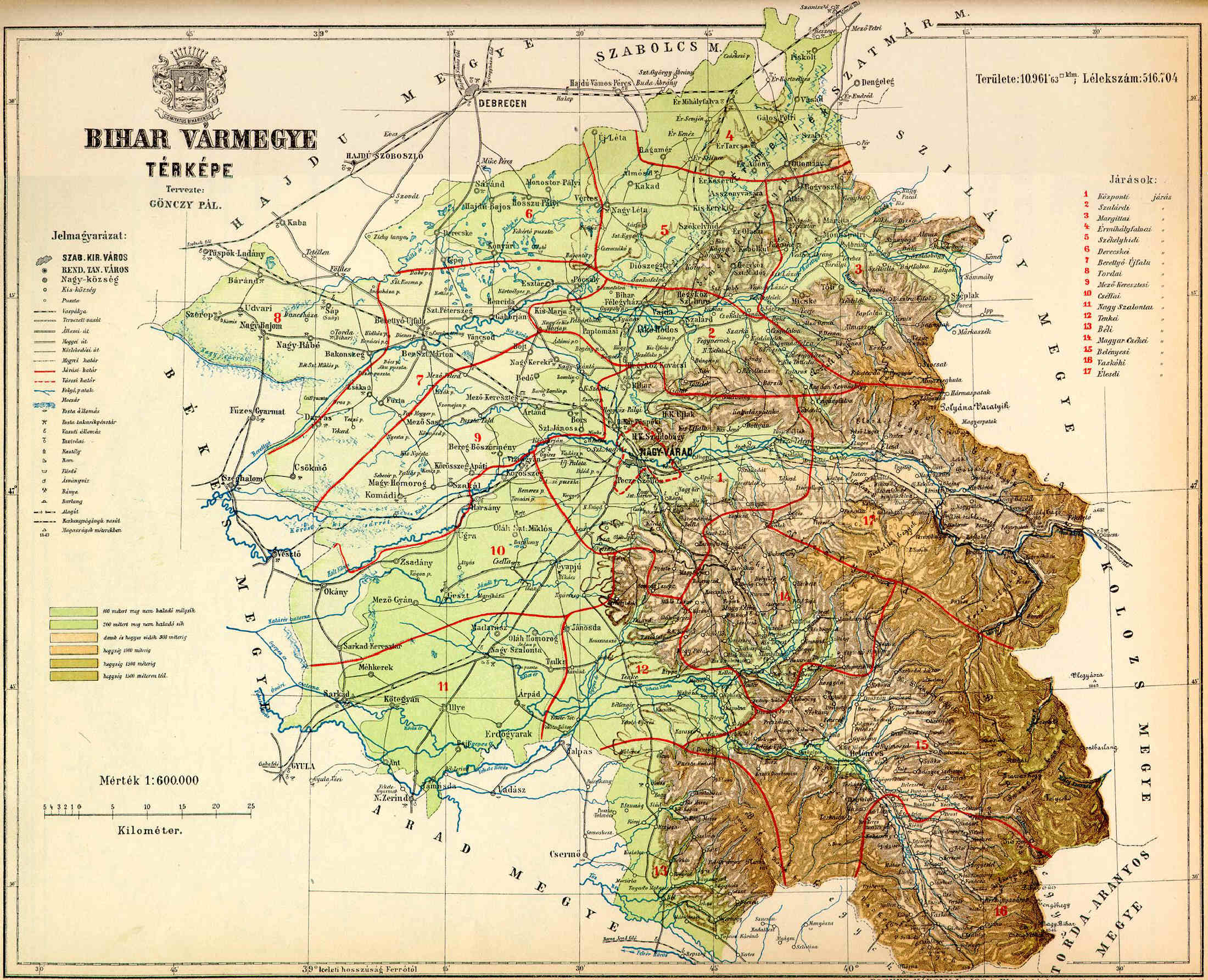
Le comitat de Bihar en 1891.

Le comitat de Bihar a ses racines dans le fief créé par le grand-prince Árpád, fondateur de la dynastie des premiers rois de Hongrie. Lors de la création de l'État hongrois en l'an mille, le roi Étienne Ier de Hongrie conforte l'organisation territoriale des premières tribus magyares par le découpage du pays en plusieurs évêchés. Le siège épiscopal du Bihar est fondé en 1080 à Nagyvárad (actuelle Oradea en Roumanie) par Ladislas Ier. Jusqu'au XVIe siècle, la plupart du comitat est alors aux mains du clergé catholique, laquelle situation prend fin avec l'occupation ottomane. Après la partition de la Hongrie en trois entités territoriales (Hongrie ottomane, Hongrie royale et Grande-principauté de Transylvanie), le comitat de Bihar intègre le giron du pouvoir transylvanien. Après le départ des Ottomans, le territoire est progressivement dépecé de plusieurs districts, principalement en faveur des comitats de Szabolcs et Békés mais conserve malgré cela jusqu'à la Première Guerre mondiale le statut de plus vaste comitat du royaume de Hongrie.
C'est au cours du XXe siècle que le comitat de Hajdú-Bihar se stabilise dans ses frontières actuelles. Ce processus de restructuration territoriale se fait dans la douleur pour les Hongrois. Après le traité de Trianon en 1920, la perte de la moitié du comitat de Bihar et de la ville de Nagyvárad (actuelle Oradea) contraint l'État hongrois à imaginer un éphémère comitat de Csonka-Bihar autour de Berettyóújfalu. Lors des arbitrages de Vienne conclus au cours de la Seconde Guerre mondiale avec l'Allemagne hitlérienne, le comitat de Bihar retrouve une grande partie de ses anciens districts, mais les perd aussitôt après la défaite des forces de l'Axe. C'est la réforme territoriale de 1950 qui acte la fusion entre les comitats de Hajdú, de Bihar et la ville de droit municipal de Debrecen, laquelle devient alors le siège de la nouvelle division administrative.

## Population

### Culture, langues et religions

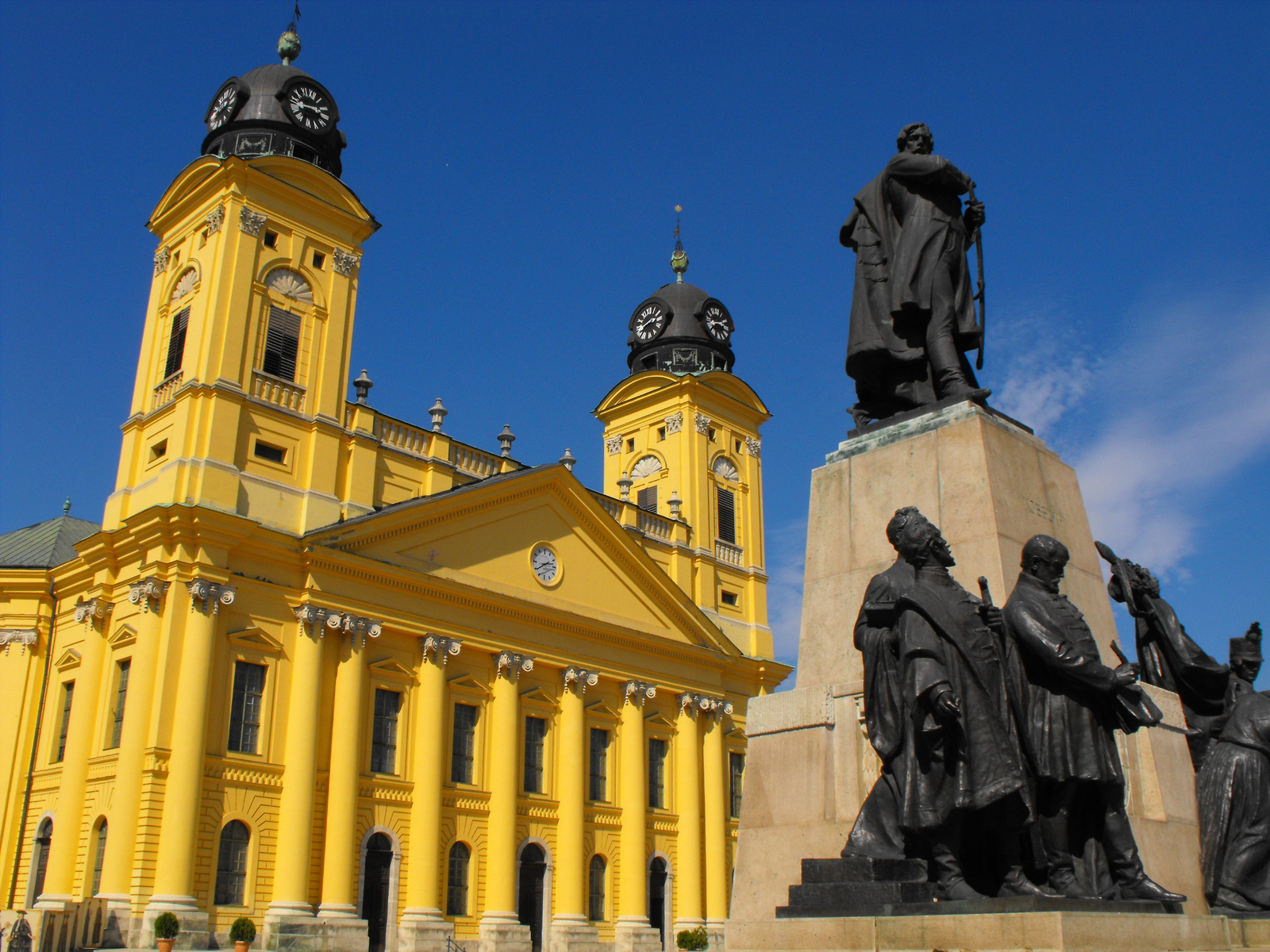
Grande temple calviniste de Debrecen.

L'arrière-pays de Debrecen a été particulièrement travaillé par la Réforme protestante, au point de valoir à la ville le surnom de Rome calviniste. Les villes du Hajdúság ont par ailleurs longtemps interdit aux catholiques de s'établir sur leur territoire et utilisaient les anciennes églises comme leurs temples. Ce n'est qu'à partir du XVIIIe siècle que les catholiques ont pu de nouveau s'installer dans le comitat de Hajdú et se structurer territorialement. Au-delà des querelles théologiques, ce sont davantage des considérations politiques qui permettent d'expliquer les rivalités anciennes entre réformés et catholiques dans la région, recoupant respectivement le camp des anciens partisans des jacqueries paysannes contre celui des partisans de l'État. Le comitat compte également une importante minorité religieuse, regroupée autour de la localité de Hajdúdorog : les Gréco-catholiques. Ces derniers, originaires parfois de Ruthénie, voire d'anciens orthodoxes originaires de Roumanie ou des Balkans, ont la particularité d'observer le rite byzantin, tout en reconnaissant l'autorité du Pape. Parmi les plus petites minorités religieuses, il convient de mentionner les baptistes et les luthériens. Enfin, les Juifs ne comptent que peu de représentants dans le comitat. La première localité juive du comitat était Berettyóújfalu.

## Organisation administrative

### Maillage territorial
| \| Debrecen Oradea Carei Zalău Gyula Hajdú-Bihar Județ de Bihor Județ de Cluj Județ d'Arad Békés \| Le comitat de Bihar dans la Hongrie et Roumanie contemporaines. |
| Debrecen Oradea Carei Zalău Gyula Hajdú-Bihar Județ de Bihor Județ de Cluj Județ d'Arad Békés                                                                       |

Le périmètre actuel du comitat de Hajdú-Bihar est établi lors de la réforme de l'organisation comitale de 1950. À la sortie de la Seconde Guerre mondiale, la Hongrie perd de nouveau les morceaux de territoires qu'elle était parvenue à reconquérir à la faveur des Arbitrages de Vienne conclus avec l'Allemagne Nazie. Une bonne partie du comitat de Bihar retourne dès lors dans le giron d'Oradea en Roumanie (Județ de Bihor). Les districts restant du côté hongrois fusionnent alors avec les districts du comitat de Hajdú, la ville de droit municipal Debrecen et quelques localités du comitat de Szabolcs (Görbeháza, Nyíracsád, Nyíradony, Polgár, Tiszagyulaháza, Újszentmargita et Újtikos). À l'inverse, les localités hongroises du district de Cséffa-Nagyszalonta (Salonta) sont intégrées au nouveau comitat de Békés.
Les deux anciens comitats étaient historiquement polarisés par Debrecen et Oradea. Depuis la perte de cette dernière, Debrecen représente la plus grande métropole de l'Est de la Hongrie et la plus grande ville du pays hors Budapest.

### Districts
Jusqu'en 2013, le comitat était divisé en micro-régions statistiques (kistérség). À la suite de la réforme territoriale du 1er janvier 2013, elles ont été remplacées par les districts (járás) qui avaient été supprimés en 1984. Désormais, le comitat est subdivisé en 10 districts :
| District                    | Siège           | Superficie | Population | Localités |
| --------------------------- | --------------- | ---------- | ---------- | --------- |
| District de Balmazújváros   | Balmazújváros   | 827,44     | 29 616     | 5         |
| District de Berettyóújfalu  | Berettyóújfalu  | 1 073,90   | 43 635     | 25        |
| District de Debrecen        | Debrecen        | 531,13     | 220 699    | 2         |
| District de Derecske        | Derecske        | 650,31     | 41 533     | 19        |
| District de Hajdúböszörmény | Hajdúböszörmény | 471,43     | 40 194     | 2         |
| District de Hajdúhadház     | Hajdúhadház     | 137,02     | 22 041     | 3         |
| District de Hajdúnánás      | Hajdúnánás      | 547,27     | 29 232     | 6         |
| District de Hajdúszoboszló  | Hajdúszoboszló  | 732,65     | 42 255     | 5         |
| District de Nyíradony       | Nyíradony       | 510,31     | 29 303     | 9         |
| District de Püspökladány    | Püspökladány    | 729,05     | 39 529     | 12        |